# Synodontis flavitaeniatus
Synodontis flavitaeniatus (синодонтіс строкатий) — вид прісноводних риб з роду Synodontis родини Пір'явусі соми ряду сомоподібні. Зустрічається у басейні річки Конго, утримують також в акваріумах. Інші назви «сом-піжама», «почаранчевострокатий верескун».

## Опис
Завдовжки сягає 19,5 см (в акваріумі — 10 см). Самці кремезніші за самиць. Голова коротка, трохи сплощена зверху й сильно стиснута з боків. Очі доволі великі. Рот помірно широкий. зуби  на верхній щелепі короткі, конусоподібні. На нижній — S-подібної форми. Є 3 пари помірно довгих вусів. Тулуб масивний. Спинний плавець великий, високий, з 1 жорстким та зазубреним променем. Грудні плавці видовжені, загострені на кінці, з 1 жорстким та зазубреним променем. Жировий плавець витягнутий, округлий. Хвостовий плавець сильно розділено, його верхня лопать довша за нижню. Кінчики лопаті загострені.
Вкрито контрастним візерунком, що складається з коричневих хвилястих поздовжніх смуг, які розділено смугами світло-жовтого або помаранчевого кольору. Черево має брудно-жовтий з невеликими плямами. Плавці жовтуваті з рядками поперечних темних крапок. Хвостовий плавець з чорними смугами на лопатях. Молодь має більш насичене забарвлення.

## Спосіб життя
Зустрічається у річках з помірною течією. Утворює невеличкі косяки. Вдень ховається серед корчів, коренів рослин, під камінням. Активний у присмерку та вночі. Живиться дрібними ракоподібними, личинками комах, детритом.

## Розповсюдження
Мешкає у середній частині басейну річки Конго, річках Малебо, Убангі та Касаї, нижній частині басейну річки Луалаба — в межах Республіки Конго та Демократичної республіки Конго.

## Утримання в акваріумі
Спокійна і миролюбна риба. Рекомендують утримувати в акваріумі об'ємом від 80 літрів з великою кількістю укриттів (печер, гротів, корчів тощо). Рекомендовані параметри води: температура 23—28 °C, pH 6,5—8,0, твердість 3—25°dH. Годують будь-якими тонучими кормами (сухі, заморожені, живі) з додаванням рослинних компонентів.